# Нотариальная палата
Нотариальная палата — это некоммерческая организация, представляющая собой профессиональное объединение, которое основано на обязательном членстве нотариусов, занимающихся частной практикой, и организующая работу на принципах самоуправления в соответствии с федеральным законодательством, законодательством соответствующего субъекта Российской Федерации и со своим уставом.

## Полномочия нотариальных палат в России
Статья 25 Основ законодательства Российской Федерации о нотариате наделяет региональные нотариальные палаты широкими полномочиями, которые детализируются в уставах конкретных нотариальных палат. Нотариальная палата представляет и защищает интересы своих членов, оказывает им помощь и содействие в развитии частной нотариальной деятельности.

### Контроль за исполнением профессиональных обязанностей частнопрактикующими нотариусами
О контроле за нотариусами в целом говорится в главе VII Основ законодательства о нотариате. Контроль за исполнением профессиональных обязанностей нотариусами, работающими в государственных нотариальных конторах, осуществляют органы юстиции.
Согласно части 2 статьи 34 Основ законодательства о нотариате проверка частнопрактикующих нотариусов производится один раз в четыре года, первая проверка организации работы нотариуса, впервые приступившего к осуществлению нотариальной деятельности, проводится не раньше, чем через год после наделения его полномочиями нотариуса. В уставе нотариальной палаты иногда указывается, что проверка деятельности нотариусов проводится совместно с органами юстиции. Целью проверки является выявление нарушений и ошибок в работе нотариусов, а также причины их появления. По итогам проверки выполнения нотариусами профессиональных обязанностей составляются акты. В Московской городской нотариальной палате они рассматриваются в Комиссии по контролю за исполнением профессиональных обязанностей нотариусами Москвы. Правление Палаты направляет эти акты в зависимости от нарушения в суд, Комиссию профессиональной чести, и т. д. Формы и методы контроля законом не определяются.

### Оказание юридической помощи нотариусам
Нотариальные палаты оказывают нотариусам, входящим в их состав, юридическую помощь в связи с рассмотрением судами дел, связанных с осуществлением ими нотариальных действий, неправомерными действиями правоохранительных органов.

### Формирование единой правоприменительной практики
Нотариальные палаты формируют единую правоприменительную практику по вопросам применения основополагающих институтов и норм действующего законодательства. В рамках этой деятельности при нотариальных палатах формируются специальные методические отделы, которые в своих информационных письмах разъясняют некоторые институты и нормы законодательства.

### Совместные функции с органами юстиции
Нотариальные палаты выполняют некоторые функции совместно с органами юстиции.
По пункту 2 статьи 2 Основ законодательства Российской Федерации о нотариате порядок прохождения стажировки на должности нотариуса определяется Министерством юстиции РФ совместно с Федеральной нотариальной палатой.
Часть 1 ст. 12 Основ законодательства Российской Федерации устанавливает, что должность нотариуса учреждается и ликвидируется органом юстиции совместно с нотариальной палатой. С этим положением тесно связано требование ч. 2 ст. 12 Основ о том, что количество должностей нотариусов в каждом нотариальном округе определяется органом юстиции совместно с нотариальной палатой.
Орган юстиции совместно с нотариальной палатой объявляет конкурс на замещение вакантных должностей нотариусов в случае учреждения дополнительных должностей нотариусов или освобождения имеющихся. К участию в конкурсе допускаются граждане Российской Федерации, имеющие высшее юридическое образование, прошедшие стажировку в государственной нотариальной конторе или у нотариуса, занимающегося частной нотариальной практикой, сдавшие квалификационный экзамен, имеющие лицензию на право нотариальной деятельности.
Выборы по конкурсу проводятся правлением нотариальной палаты. В работе правления по проведению конкурса принимает участие руководитель соответствующего органа юстиции или его заместитель с правом решающего голоса.
По каждой кандидатуре на заседании правления нотариальной палаты даётся краткая справка о трудовой деятельности, заключение по итогам прохождения стажировки (или отзыв нотариуса о профессиональных качествах претендента в период его работы в качестве помощника нотариуса), а также информация о результатах голосования членов квалификационной комиссии.
Решение правления нотариальной палаты с рекомендацией о назначении на должность нотариуса при проведении конкурса является действительным, если в голосовании участвовало не менее 2/3 членов правления нотариальной палаты. Избранным считается кандидат, получивший большинство, но не менее 50 процентов голосов присутствовавших членов правления нотариальной палаты. Если при проведении конкурса голоса разделились поровну, проводится повторное голосование на этом заседании правления нотариальной палаты. Решение правления нотариальной палаты утверждается президентом нотариальной палаты. Лица, участвующие в конкурсе, вправе присутствовать на заседании правления нотариальной палаты.
Решение правления нотариальной палаты — основание для назначения Министерством юстиции Российской Федерации или по его поручению органом юстиции лица, прошедшего по конкурсу, на должность нотариуса.
Порядок проведения конкурса регламентируется Положением о порядке проведения конкурса на замещение вакантной должности нотариуса, утверждённым приказом министра юстиции РФ 17 февраля 1997 г. № 19-01-19-97.
Кроме того, члены нотариальных палат участвуют в работе Квалификационной комиссии и Апелляционной комиссии, деятельность которых регламентируют Положение о квалификационной комиссии по приёму экзамена у лиц, желающих получить лицензию на право нотариальной деятельности (утверждено приказом Министерства юстиции РФ 14 апреля 2000 г., решением ФНП от 20 марта 2000 г.) и Положение об апелляционной комиссии по рассмотрению жалоб на решения квалификационной комиссии (утверждено приказом министра юстиции РФ 21 июня 2000 г.)
В соответствии со статьёй 20 Основ законодательства о нотариате в случае временного отсутствия нотариуса (отпуск, болезнь и другие уважительные причины) по его предложению органом юстиции совместно с нотариальной палатой назначается лицо, замещающее нотариуса. Это лицо должно отвечать всем требованиям статьи 2 Основ законодательства о нотариате, предъявляемым к нотариусу.

### Возмещение затрат на экспертизы
Важный вопрос в деятельности нотариальной палаты — возмещение затрат на экспертизы, назначенные судом по делам, связанным с деятельностью нотариусов. Поскольку в соответствии со статьёй 18 Основ законодательства о нотариате нотариус, занимающийся частной практикой, обязан заключить договор страхования своей деятельности и не вправе выполнять свои обязанности без заключения такого договора, нотариальная палата организует страхование нотариальной деятельности.

### Дополнительные полномочия
Законодательством республик в составе Российской Федерации могут быть предусмотрены и другие полномочия нотариальной палаты.
Некоторые нотариальные палаты имеют дополнительные полномочия. К примеру, Московская городская нотариальная палата осуществляет специфическую функцию: работа со средствами массовой информации. Цель этой функции — оперативное освещение публично-правового статуса нотариуса, его места и роли в защите гарантированных Конституцией прав и законных интересов юридических лиц.

## Нотариальные палаты субъектов Российской Федерации
Нотариальные палаты в субъектах Российской Федерации учреждены в форме некоммерческих организаций:
- Московская городская нотариальная палата (объединяет 703 нотариуса (2019 г.); адрес: 101000, г. Москва, Бобров пер., д. 6 стр. 3)[1].
- Нотариальная палата Санкт-Петербурга (учреждена 18 мая 1993 года; объединяет 330 нотариусов (2018 г.) Санкт-Петербургского нотариального округа «Санкт-Петербург — город федерального значения»; адрес: 191024, Санкт-Петербург, Конная ул., д. 13)[2][3].
- Владимирская областная нотариальная палата (учреждена в 1993 году; объединяет 73 нотариуса (2011 г.) в 18 нотариальных округах; адрес: 600001, г. Владимир, ул. Офицерская, д. 3, кв. 1)[4].
- Московская областная нотариальная палата (МоНП) (учреждена 18 августа 1993 года; объединяет около 400 нотариусов (февраль 2012 г.); адрес: 115054, Москва, Озерковская набережная, д. 52а)[5].
- Нижегородская нотариальная палата (ННП) (учреждена 28 июля 1993 года; объединяет 166 нотариусов в Нижнем Новгороде и Нижегородской области; адрес: 603115, г. Н. Новгород, ул. Невзоровых, 6)[6].
- Новгородская областная нотариальная палата (НОНП) (учреждена 22 октября 1993 года; объединяет 44 нотариуса в Великом Новгороде и Новгородской области (март 2013); адрес: 173015, Великий Новгород, ул. Псковская, д. 28, корп. 1)[7].
- Нотариальная палата Новосибирской области (учреждена 27 января 1994 года; объединяет 120 нотариусов (2012 г.); адрес: 630082, г. Новосибирск, ул. Дуси Ковальчук, 252[8].
- Нотариальная палата Омской области[9].
- Нотариальная палата Самарской области (учреждена 16 сентября 1993 года; объединяет 146 нотариусов (февраль 2012 г.); адрес: 443001, г. Самара, ул. Ленинская, 228)[10].
- Нотариальная палата Пермского края (объединяет 62 нотариуса (февраль 2012); адрес: 614070, г. Пермь, Бульвар Гагарина, 44а)[11].
- Саратовская областная нотариальная палата (объединяет 136 нотариуса (март 2013 г.))[12].
- Нотариальная палата Ханты-Мансийского автономного округа-Югры (учреждена в сентябре 1993 года; объединяет 81 нотариуса (2013 г.); адрес: 628403, Ханты-Мансийский автономный округ-Югра (Тюменская область), город Сургут, ул. Университетская, д.7, оф. 20[13].
- Челябинская областная нотариальная палата (объединяет 168 нотариусов (ноябрь 2012 г.))[14].
- Нотариальная палата Оренбургской области (Ассоциация) (объединяет 107 нотариусов (июнь 2017 г.); адрес: 460014, г. Оренбург, ул. 8 Марта, 8)[15].
- Нотариальная палата Тульской области; объединяет 80 членов (октябрь 2018)[16].